# Mobile Station
Il termine Mobile Station (MS) o Stazione Radio Mobile identifica la parte terminale del sistema di telefonia mobile GSM.
Si tratta di un terminale composto da un ricevitore/trasmettitore in grado di connettersi alla rete, ed autenticato ed autorizzato ad utilizzarla. Più in generale, si compone di due parti:
- Un apparecchio radiomobile, detto Mobile Equipment, corrispondente solitamente ad un telefono cellulare;
- Una Smart card SIM sulla quale è attivo un abbonamento alla rete e le relative informazioni di identificazione ed autenticazione che ne consentono l'accesso.

La separazione tra apparecchio fisico e scheda di autenticazione consente di impiegare uno stesso ME con differenti abbonamenti, o al contrario uno stesso abbonamento su diversi terminali.
Nelle reti UMTS, questa accoppiata prende il nome di User Equipment (UE) che, analogamente, si compone di un ME e di una USIM (UMTS Subscriber Identity Module).